# Euzebya tangerina
Euzebya tangerina es una especie de  bacteria grampositiva del género Euzebya. Fue descrita en el año 2010, es la especie tipo. Su etimología hace referencia al color mandarina. Es aerobia e inmóvil. Tiene u tamaño de 0,6-0,8 μm de ancho por 1,5-6 μm de largo. Catalasa y oxidasa positivas. Forma colonias opacas, de color mandarina y con márgenes enteros en agar MA tras 5 semanas de incubación. Temperatura de crecimiento entre 15-35 °C, óptima de 20-28 °C. Tiene un contenido de G+C de 68,3%. Se ha aislado de la epidermis del pepino de mar Holothuria edulis en Okinawa, Japón. 